# 速水优
速水优（日语：／ Hayami Masaru, 1925年3月24日—2009年5月17日）是一位日本企业家。

## 生平
1925年出生于兵库县神户市，1947年毕业于一桥大学，后进入日本银行，1981年进入日商岩井（现双日）。1998年3月担任日本银行总裁，1991年4月担任经济同友会代理干事，1992年4月担任东京女子大学理事长，2003年3月离任日本银行总裁，同年担任圣学院大学名誉理事长。
2009年5月17日在东京都三鹰市逝世，享年84岁。